# 垂頭赤喉長蝽
垂頭赤喉長蝽（学名：Diniella intaminatus）为長蝽科赤喉長蝽屬下的一个种。